# Frywałd

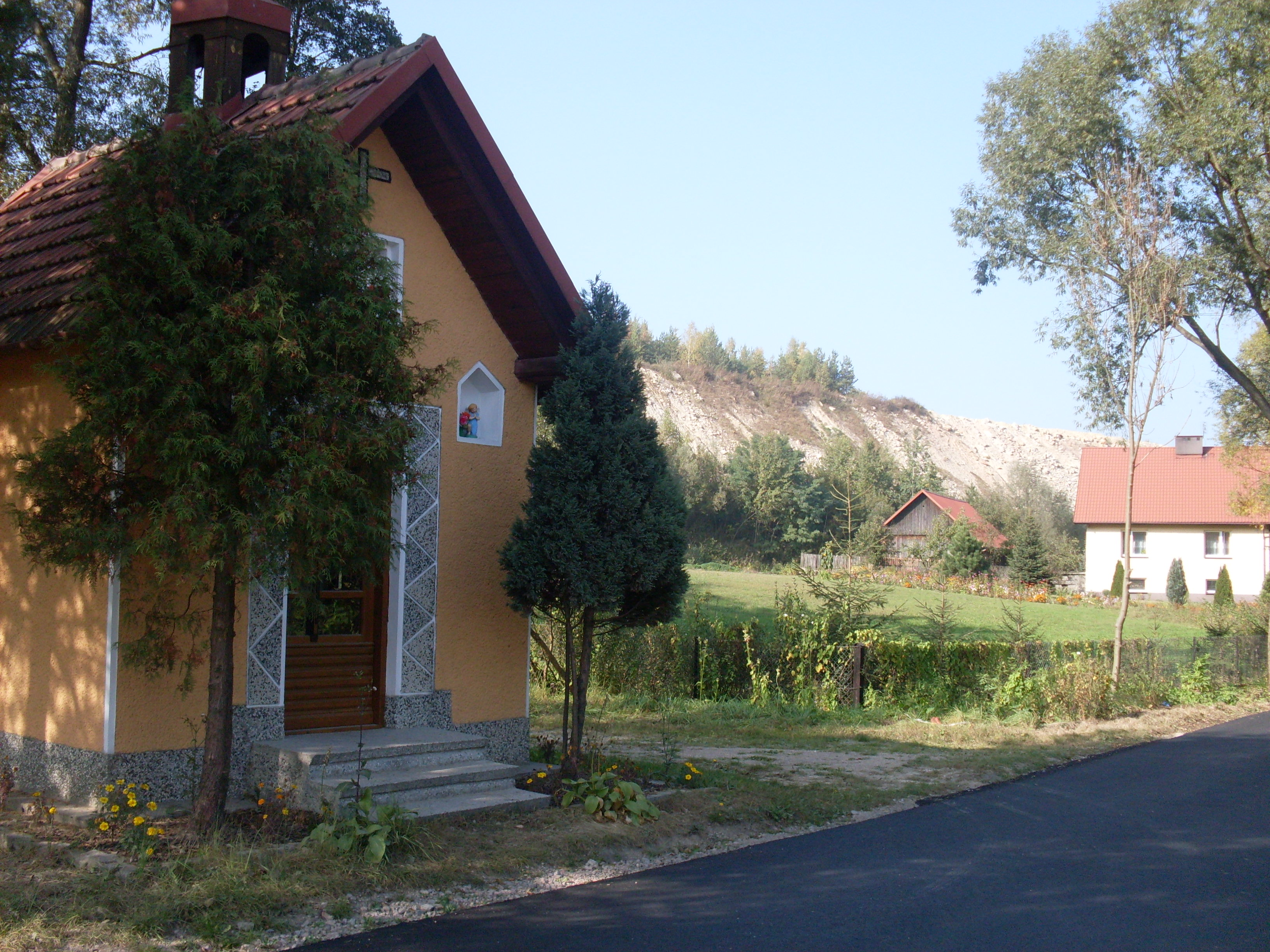
Kapliczka z 1863, w której niegdyś udzielano chrztów, w tle Kopalnia Porfiru Zalas

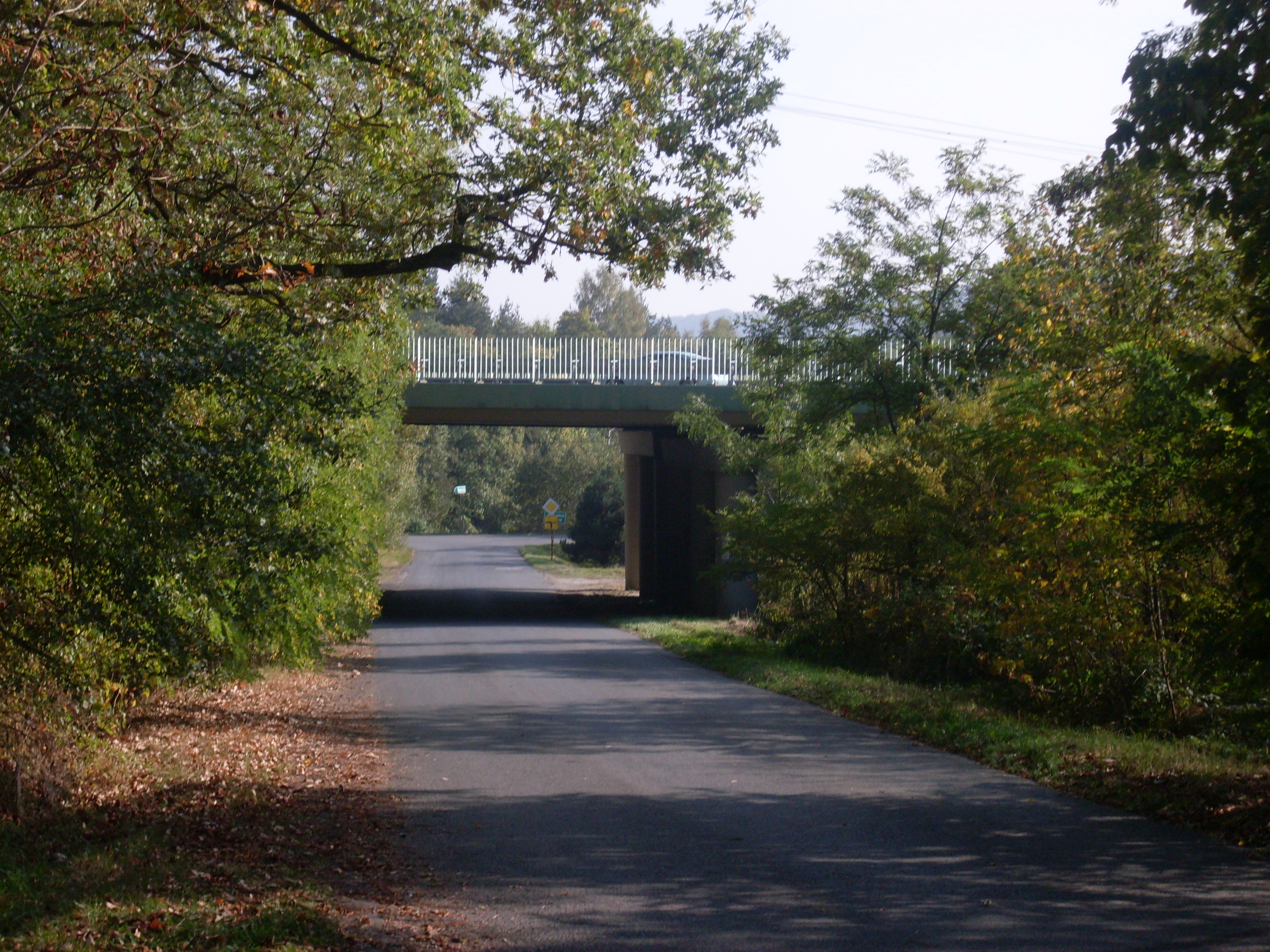
Wiadukt pod autostradą A4 (E40) przy leśniczówce Kopce

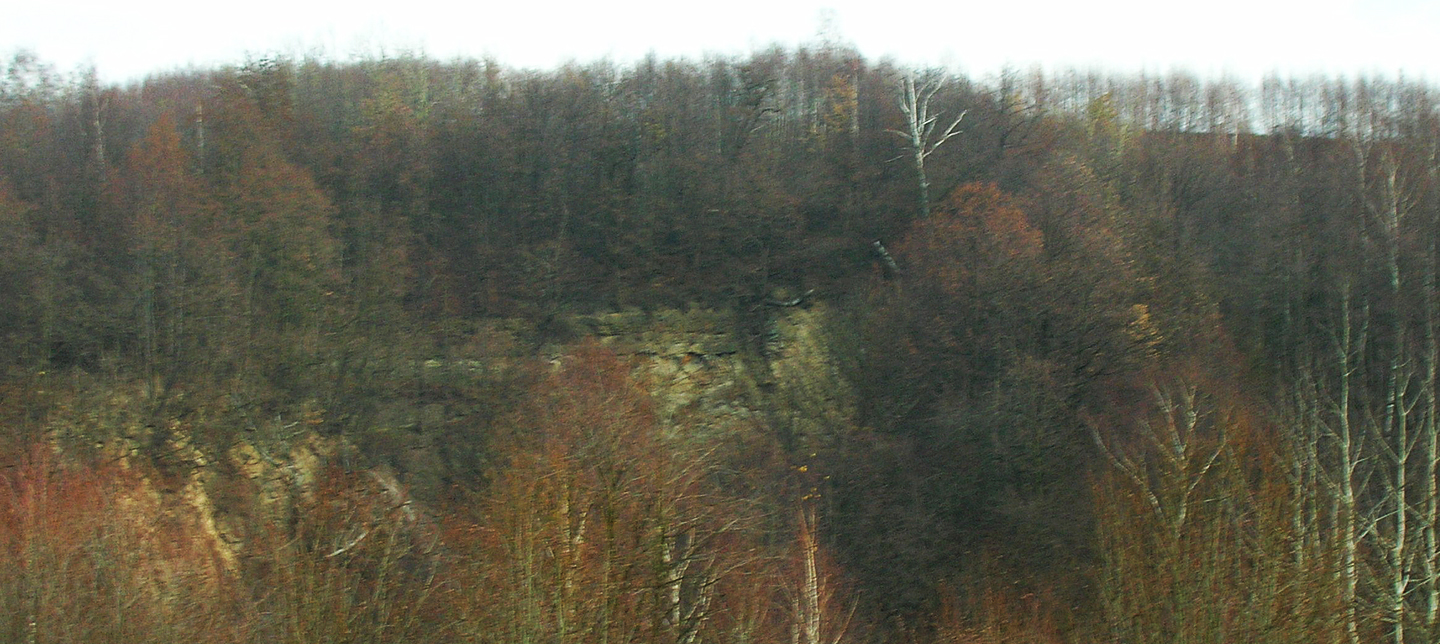
Zręby widok na zachodnie zbocze z Łomem z uskokiem

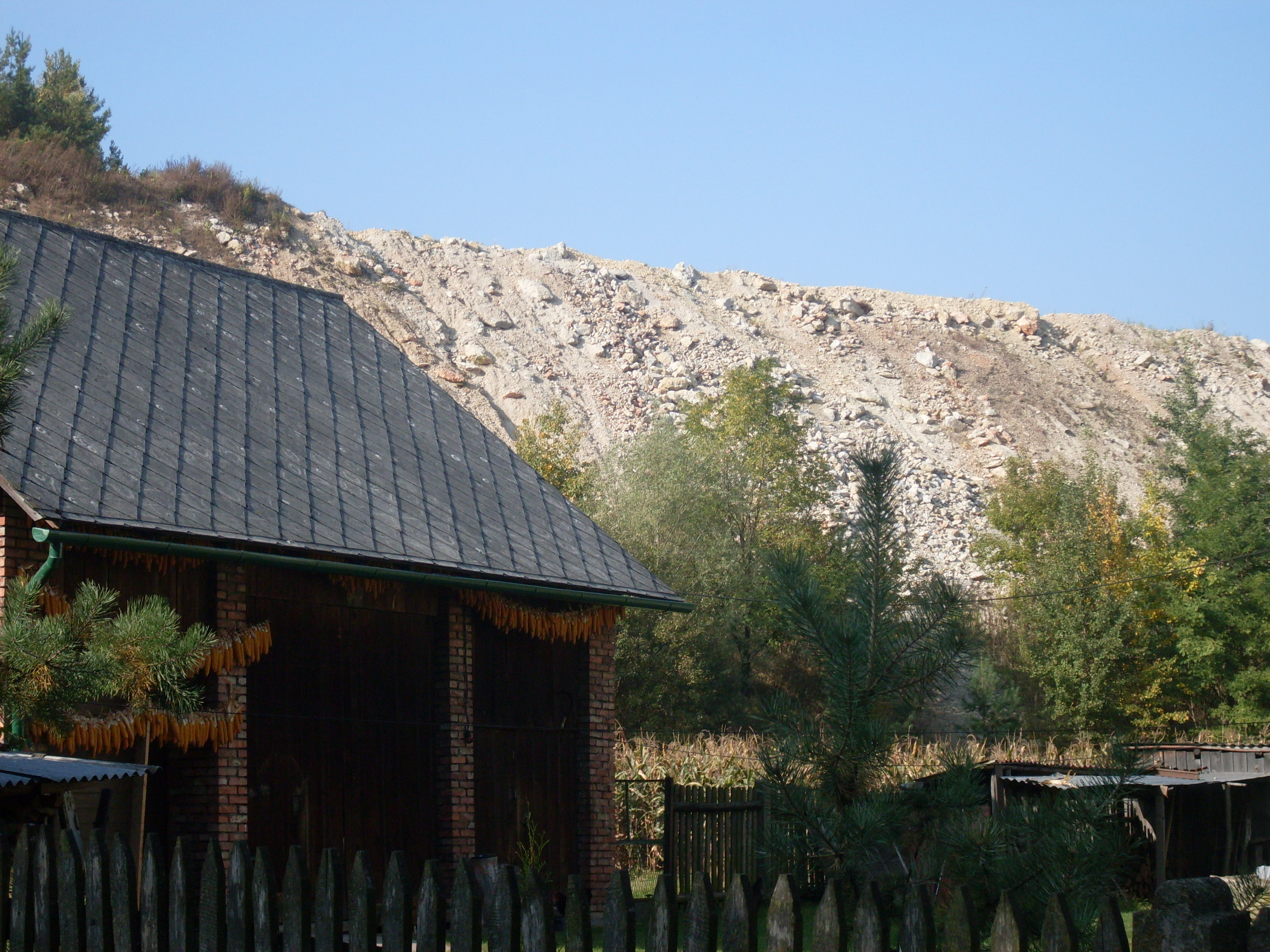
Frywałd – wschodnia część kamieniołomu Zalas

Frywałd – wieś w Polsce, położona w województwie małopolskim, w powiecie krakowskim, w gminie Krzeszowice.

W latach 1945–1954 oraz 1973–1976 Frywałd należał do gminy Tenczynek, a w latach 1975–1998 administracyjnie należał do województwa krakowskiego.
Miejscowość graniczy ze Sanką, Zalasem, Baczynem i przez las z Nawojową Górą, Tenczynkiem, Nielepicami i Brzoskwinią.

## Integralne części wsi
| SIMC    | Nazwa   | Rodzaj    |
| ------- | ------- | --------- |
| 0324228 | Karczma | część wsi |
| 0324234 | Kopce   | część wsi |

## Położenie
Frywałd położony jest w górnym odcinku Doliny Sanki, u zbiegu dwóch potoków źródłowych Sanki, w malowniczej kotlinie. W północnej części wsi, tuż za wiaduktem pod autostradą A4 (E40) istnieje leśniczówka Kopce. A od zachodniej strony rozciąga się teren Kopalni Porfiru Zalas – położonej w większości na obszarze administracyjnym Frywałdu. Wschodnie zbocze wzgórza Zręby opada do części wsi o takiej samej nazwie.

## Nazwy
1400 – Friwald, 1413 – Friwalth, 1428 – Priwalt, 1490 – Chriwald, 1494 – Chrywalth, 1496 – Volya Frywald, 1499 – Chrydwalth, 1504 – Frywald, 1508 – Fridwald.

## Historia
Frywałd powstał w 2. poł. XIV w. jako kolonia niemiecka. Podkomorzy Mikołaj Krzywosąd na swoim terenie osadził przybyłych ludzi, najprawdopodobniej z Brandenburgii. Dlatego też mieszkańców wsi nazywano dawniej Brandenborami. Sama nazwa nawiązuje do niemieckiego pochodzenia wsi – Frei Wald (wolny las) lub Früh Wald (wczesny las). Wieś ta wchodziła w skład dóbr tęczyńskich. Część wsi pod Lasem Zwierzyńca nosi nazwę Tataruchy – pozostałe budynki należą do przysiółka Zalasu także o nazwie Tataruchy – wcześniej zasiedlona według legendy przez jeńców tatarskich. Po bitwie pod Grunwaldem w 1410 Andrzej Tenczyński na swoim terenie w pobliżu wsi osadził właśnie Tatarów i Rusinów. Mikołaj i Stanisław Nanajka sprzedali w 1460 Frywałd kasztelanowi krakowskiemu Janowi Tenczyńskiemu, który należał do dóbr hrabstwa Tenczyńskiego. Rzeka Sanka stanowiła naturalną granicę pomiędzy włościami Krzywosądowiczów i Tenczyńskich. W 1490 r. wieś leżała w powiecie krakowskim, a w 1581 powiecie proszowicko-krakowskim w parafii Sosnka (obecna Sanka). W 1595 roku wieś położona w powiecie proszowskim województwa krakowskiego była własnością wojewodziców krakowskich: Gabriela, Andrzeja i Jana Magnusa Tęczyńskich. Wieś wchodziła w 1662 roku w skład hrabstwa tęczyńskiego Łukasza Opalińskiego.
Kopce stały się punktem komunikacyjnym, skąd rozchodziło się kilka dróg, powstała tam karczma, która istniała do XIX w. W XVIII i XIX w. wielu mieszkańców było garncarzami. W XVII w. pomiędzy Frywałdem Baczynem osiedlili się chłopi przy ówczesnym młynie. Od XVIII w. do końca XIX w. we Frywałdzie stały dwie karczmy. Do 1795 r. wieś wchodziła w skład powiatu krakowskiego i województwa krakowskiego, a od lipca 1796 do 15 lipca 1809 r. w skład cyrkułu krakowskiego Galicji Zachodniej. W latach 1815–1846 wieś położona była na terenie Wolnego Miasta Krakowa, potem w zaborze austriackim. W 1820 r. we Frywałdzie były 34 domy zamieszkane przez około 200 osób. W latach 1846–1853 wieś wchodziła w skład powiatu krakowskiego. W 1870 r. liczba mieszkańców wzrosła do 250, a w 1910 do 269 osób. Na pocz. XX w. mieszkańcy głównie trudnili się garncarstwem.
W czasie II Rzeczypospolitej wieś należała do powiatu chrzanowskiego w województwie krakowskim. W okresie przedwojennym i po II wojnie światowej we Frywałdzie działał niewielki zbór Wolnych Badaczy Pisma Świętego. Dotychczasowa jednostkowa gmina wiejska Frywałd w powiecie chrzanowskim została 1 sierpnia 1934 r. przyłączona do gminy zbiorowej Tenczynek. Od 26 października 1939 do 18 stycznia 1945 r. wieś należała do gminy Kressendorf w Landkreis Krakau, dystryktu krakowskiego w Generalnym Gubernatorstwie.

## Infrastruktura
- Szkoła Podstawowa im. Jana Brzechwy w Sance;
- Zespół Szkół im. Tadeusza Kościuszki w Zalasie.

Około 10 km na wschód od Frywałdu znajduje się port lotniczy Kraków-Balice.
Podstawowym źródłem wody pitnej dla miejscowości jest ujęcie wody głębinowej. Mieszkańcy zaopatrywani są w wodę z wodociągu Sanka – Frywałd – Baczyn, pracującego w oparciu o ujęcie Sanka o wydajności 260 m³/dobę. Długość tej sieci wodociągowej w miejscowości wynosi 4,5 km. Frywałd został skanalizowany. Istnieje natomiast sieć gazowa. W miejscowości znajduje się niewielka świetlica wiejska. W 2011 r. wybudowano plac zabaw.
Koło Gospodyń Wiejskich we Frywałdzie zostało założone 25 października 2009 roku. Frywałd liczy 265 mieszkańców, którzy zamieszkują 98 domów. Wierni kościoła rzymskokatolickiego należą do parafii św. Jakuba Apostoła w pobliskiej Sance.

## Zabytki
W miejscowości znajduje się kapliczka z 1863 r., w której niegdyś udzielano chrztów dzieci, a także dorosłych.

## Turystyka
Wieś częściowo położona na terenie Tenczyńskiego Parku Krajobrazowego.
- Szlaki rowerowe:
  -  – z Krzeszowic przez Miękinię, Dolinę Kamienic, Wolę Filipowską, Puszczę Dulowską, Las Orley, rezerwat przyrody Dolina Potoku Rudno, Sankę, Dolinę Sanki, Frywałd i Niedźwiedzią Górę do Krzeszowic.
  -  (Jurajski Rowerowy Szlak Orlich Gniazd) – z Krzeszowic przez Tenczynek, Frywałd (Kopce), Brzoskwinię, Las Zwierzyniec, Las Zabierzowski, Szczyglice do Krakowa.
  - Szlak Kraków – Morawy – Wiedeń – od Frywałdu przez Las Zwierzyniec do Rudna.